# Pia Fink
Pia Fink (Münsingen, 10 de julio de 1995) es una deportista alemana que compite en esquí de fondo. Ganó dos medallas en el Campeonato Mundial de Esquí Nórdico, en los años 2023 y 2025, ambas en la prueba de relevo.

## Palmarés internacional
| Campeonato Mundial | Campeonato Mundial  | Campeonato Mundial | Campeonato Mundial |
| Año                | Lugar               | Medalla            | Prueba             |
| ------------------ | ------------------- | ------------------ | ------------------ |
| 2023               | Planica (Eslovenia) | Medalla de plata   | Relevo 4 × 5 km    |
| 2025               | Trondheim (Noruega) | Medalla de bronce  | Relevo 4 × 7,5 km  |